# Rozalimas
Rozalimas (ryska: Розалимас) är en ort i Litauen. Den ligger i den centrala delen av landet, 160 km nordväst om huvudstaden Vilnius. Rozalimas ligger 69 meter över havet och antalet invånare är 928.
Terrängen runt Rozalimas är platt. Runt Rozalimas är det ganska glesbefolkat, med 23 invånare per kvadratkilometer. Närmaste större samhälle är Pakruojis, 9,3 km norr om Rozalimas. Trakten runt Rozalimas består till största delen av jordbruksmark.